# Хашиміти
Хашиміти — нащадки Хашима ібн Абд Манафа, прадіда пророка Магомета, включаючи його самого. Вели запеклу боротьбу за владу з Омеядами. Аббасиди також вважались хашимітами. Сучасні династії йорданських і марокканських королів вважаються хашимітськими.

## АміриМекки
- Абу Мухаммад Джафар ібн Мухаммад (966—980)
- Іса ібн Джафар (980—994)
- Абу-ль-Фатх Хасан ібн Джафар (994—1010, 1012—1039)
- Абу-ль-Тайад Дауд ібн Абд ар-Рахман (1010—1012)
- Аш-Шукр Мухаммад ібн Хасан (1039—1061)
- Хамза ібн Ваххас (1061—1069)
- Абу Хашим Мухаммад ібн Джафар (1069—1094)
- Абу Фулайта Касім ібн Мухаммад (1094—1123)
- Фулайта ібн Касім (1123—1133)
- Іса ібн Фулайта (1133—1174)
- Дауд ібн Іса (1174—1175, 1176—1189)
- Мухаттхір ібн Іса (1175—1176, 1189—1194)
- Мансур ібн Дауд (1194—1201)
- Абу-ль-Азіз Катада ібн Ідріс (1201—1220)
- Хасан ібн Катада (1220—1232)
- Раджих ібн Катада (1232—1241)
- Абу Саад Алі ібн Катада (1241—1254)
- Абу Саїд Хасан ібн Алі (1254)
- Ідріс ібн Катада (1254—1270)
- Абу Нумая Мухаммад ібн Хасан (1270—1301)
- Абу-р-Рада Румайтха ібн Мухаммад (1301—1303, 1318—1346)
- Хумайда ібн Мухаммад (1303—1318)
- Абу Саріа Аджлан ібн Румайтха (1346—1375)
- Шихаб ад-Дін Ахмад ібн Аджлан (1375—1386)
- Інан ібн Мугаміс (1386—1387)
- Алі ібн Аджлан (1387—1395)
- Мухаммад ібн Аджлан (1395—1396)
- Хасан ібн Аджлан (1396—1426)
- Баракат ібн Хасан (1426—1455)
- Ал-Малік ал-Аділ Мухаммад ібн Баракат (1455—1497)
- Абу-ль-Баракат Мухаммад ібн Мухаммад (1497—1501, 1501—1502, 1512—1525)
- Хазза ібн Мухаммад (1501)
- Ал-Аджан Ахмад ібн Мухаммад (1503—1504)
- Хумайда ібн Мухаммад (1504)
- Каїтбай ібн Мухаммад (1504—1512)
- Назім ад-Дін Абу Нумая Мухаммад ібн Мухаммад (1522—1539)
- Ахмад ібн Мухаммад (1539—1548)
- Хусайн ібн Мухаммад (1548—1566)
- Хасан ібн Мухаммад (1566—1575, 1589—1602)
- Абд ал-Мутталіб ібн Хасан (1575—1601)
- Абу Таліб ібн Хасан (1575—1589)
- Мухсін ібн Хусайн (1603—1629)
- Ідріс ібн Хасан (1603—1624)
- Ахмад ібн Абд ал-Мутталіб (1628—1639)
- Масуд ібн Ідріс (1629—1630)
- Абдаллах ібн Хасан (1630—1631)
- Зайд ібн Мухсін (1631—1666)
- Саад ібн Зайд (1666—1672, 1692—1694, 1695—1702)
- Ахмад ібн Зайд (1684—1688)
- Саїд ібн Саад (1691—1692, (1702—1704, 1712—1716)
- Абдаллах ібн Хашим (1693)
- Абдаллах ібн Саїд (1716—1718, 1724—1730)
- Мубарак ібн Ахмад (1720—1722, 1723—1724)
- Мухаммад ібн Абдаллах (1730—1732, 1733—1734)
- Масуд ібн Саїд (1732—1733, 1734—1752)
- Мусаїд ібн Саїд (1750—1758, 1759—1770)
- Ахмад ібн Саїд (1770—1773)
- Сурур ібн Мусаїд (1773—1788)
- Галіб ібн Мусаїд (1788—1803, 1803—1813)
- Абд ал-Муїн ібн Аун (1803)
- Ях'я ібн Сурур (1813—1827)
- Абд ал-Мутталіб ібн Галіб (1827—1828, 1852—1856, 1880—1882)
- Мухаммад ібн Абд ал-Муїн (1828—1836, 1840—1852, 1856—1858)
- Абдаллах ібн Мухаммад (1858—1877)
- Хусайн ібн Мухаммад (1877—1880)
- Абд ал-Ілах ібн Мухаммад (1880—1882, 1908)
- Аун ар-Рафік ібн Мухаммад (1882—1905)
- Алі ібн Абдалла (1905—1908)
- Хусейн бін Алі (1908—1916), малік Хіджаза (1916—1924), халіф Хіджаза (1924)
- Ал-Гайдар Алі ібн Алі (1916—1935)

## Халіф Хіджаза
- Алі бін Хусейн (1924—1925)

## Правителі Іраку(1920—1958)
- Абдалла бін Хусейн малік Іраку (1920—1921)
- Фейсал бін Хусейн малік Сирії (1920), малік Іраку (1921—1933)
- Газі бін Фейсал малік Іраку (1933—1939)
- Файсал бін Газі малік Іраку (1939—1958)

## КороліЙорданії
- Абдалла I, емір емірату Зайордання (1921—1946), малік Хашимітського королівства Зайордання (1946—1949), малік Йорданії (1949—1951)
- Талал I (1951—1952)
- Хусейн I (1952—1999)
- Абдалла II (від 1999)